# Карпова, Марина Евгеньевна
Марина Евгеньевна Карпова (род. 4 декабря 1972, Минск, Белорусская ССР) — белорусский и российский режиссёр-мультипликатор.

## Биография
1992—1997 Училась в Белорусской академии искусств по специальности режиссура анимационного кино. 1998—1999 Художник-постановщик на киностудии «Беларусьфильм». 1999—2000 Режиссёр телевизионной развлекательной программы на телекомпании «ФИТ». 2000—2001 Аниматор сериалов на студиях в Польше, Чехии и России. 2001—2011 Автор и более 40 рекламных роликов, ТV заставок и музыкальных клипов.
2011 Преподаватель анимации в ЕГУ (Вильнюс). 2005—2013 Режиссёр, сценарист и художник Московской анимационной студии «Пилот» (Москва). 2014 Режиссёр, художник, аниматор студии «Союзмультфильм», Москва. 2018 Режиссёр анимационной студии «Digital Light Studio», Минск.

## Фильмография
- 1997 «Белый клык», «Беларусьфильм», (курсовая работа) (режиссёр, сценарист, аниматор)
- 2004 «Шейдулла-лентяй» из цикла «Гора самоцветов», «Пилот» (аниматор)
- 2006 «Шиш» из цикла «Гора самоцветов», «Пилот» (режиссёр, сценарист, художник-постановщик, аниматор)
- 2007 «Медвежьи истории» из цикла «Гора самоцветов», «Пилот» (художник-постановщик)
- 2009 «Козья хатка» из цикла «Гора самоцветов», «Пилот» (режиссёр, сценарист, аниматор)
- 2013 «Колобок» из цикла «Гора самоцветов», «Пилот» (режиссёр, художник-постановщик, аниматор)
- 2014 «Маленький пингвин», «ст. СВ. Иоанна» (режиссёр, художник-постановщик, аниматор)
- 2015 «Коровка», «Союзмультфильм» (сценарист, режиссёр, художник- постановщик, аниматор)
- 2015 «Мама-цапля», «Союзмультфильм»
- 2016 «Откуда берутся снежинки», «Союзмультфильм» (режиссёр, аниматор)
- 2017 «Лентяйка Василиса», «Союзмультфильм» (режиссёр, аниматор)
- 2019 «7 козлят», «Союзмультфильм» (режиссёр, художник-постановщик, композер)
- 2020 «Колыбельная», «Союзмультфильм» (сценарист, режиссёр, аниматор)

## Награды
- 1997 «Белый клык» («Беларусьфильм») - курсовая работа
  - 1-й приз Открытого российского конкурса студенческих и дебютных фильмов «Святая Анна» (Россия) 1999.[1]
  - диплом «МКЖК» международного фестиваля женского кино в Минске 1998.
  - диплом международного анимационного фестиваля «КРОК» (Украина)1998.

- 2006 «Шиш» из цикла «Гора самоцветов»
  - XI Открытый Российский фестиваль анимационного кино в Суздале (2006) участие в конкурсной программе.[2]
  - XI Международный фестиваль детского анимационного кино «Золотая рыбка»: Официальный приз фестиваля: Гран-при — цикл «Гора самоцветов», худ.рук. Александр Татарский.[3]

- 2007 «Медвежьи истории» из цикла «Гора самоцветов»
  - Спец-приз жюри МФ детского анимационного кино «Золотая рыбка» в Ярославле 2007.[4]
  - 3rd International Animation Festival ANIMACOR 2007, Cordoba, (Испания) −2 место[5]
  - V Международный фестиваль «Мультивидение» в Санкт-Петербурге (Россия) — 1 место.[6]
  - Диплом жюри XII Открытого Российского Фестиваля анимационного кино в Суздале.
  - IX Международный кинофестиваль «Сказка» (Москва), декабрь 2007- приз и диплом
  - 48 Международный кинофестиваль для детей и юношества в Злине (Чехия) — приз Golden slipper (за лучший анимационный фильм)
  - 16 Kodomotachino Kinder Film Festival Tokyo (Япония) 2008 — Приз за лучший анимафильм
  - Приз МКФ мультипликационных фильмов «Анимаевка» в Могилеве (Беларусь), 2007;
  - Золотой орёл (кинопремия, 2008) — за лучший анимационный фильм — «Гора самоцветов»2007.[7]

- 2009 «Козья хатка» из цикла «Гора самоцветов», призы фильма:
  - XI Международный кинофестиваль «Сказка», декабрь 2009 приз и диплом
  - лауреат Берлинского кинофестиваля «BERLINALE» 2010
  - лауреат национальной премии «Ника» Россия , Москва 2010 — за лучший анимационный фильм
  - лауреат 18 Kodomotachino Kinder Film Festival Tokyo (Япония) 2010

- 2013 «Колобок» из цикла «Гора самоцветов»
  - XVI Международный фестиваль анимационных фильмов «Анимаевка-2013»(Могилев): специальный диплом жюри «За неожиданный финал известной сказки».[8]
  - XIX Международный кинофестиваль детского и молодежного анимационного кино «Золотая Рыбка» — Приз профессионального жюри: «Лучший фильм для детей».[9]
  - XIII Международный кинофестиваль «Сказка» (Москва), — приз и диплом
  - лауреат Лиссабонского кинофестиваля «MONSTRA» 2014
  - лауреат 20 Kodomotachino Kinder Film Festival Tokyo (Япония) 2014

- 2015 «Коровка» («Весёлая карусель» № 39)
  - XX Открытый российский фестиваль анимационного кино в г. Суздале (2015) — Приз за лучший фильм для детей «за удачную экранизацию стихотворного произведения».[10]
  - XIX Всероссийский фестиваль визуальных искусств в "Орлёнке" — Диплом.[11]

- 2015 «Мама-цапля»
  - ХХI Открытый российский фестиваль анимационного кино в г. Суздале (2016) Приз за лучший короткометражный фильм.[12]
  - Х Большой фестиваль мультфильмов: Премьеры — 3 место (диплом).[13]
  - X Международный анимационный фестиваль в Тегеране (Иран): Специальный приз жюри.[14]